# 2010 en Papouasie-Nouvelle-Guinée
Cet article présente les faits marquants de l'année 2010 en Papouasie-Nouvelle-Guinée.

## Évènements

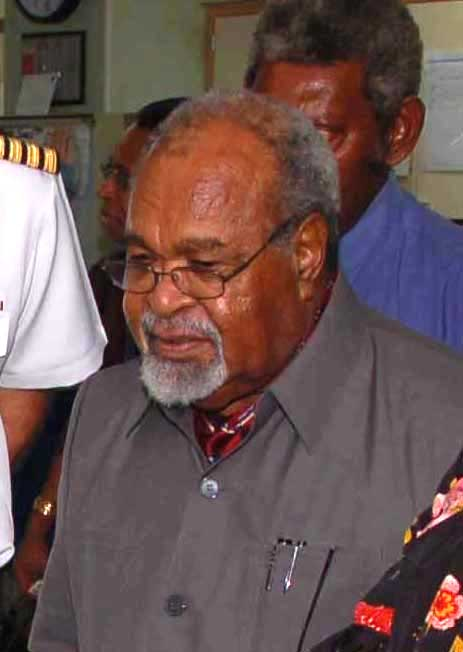
Le premier ministre Michael Somare

- Mercredi 13 janvier 2010 : un séisme de magnitude 6,2 a frappé l'île de Papouasie-Nouvelle-Guinée, où il n'a pas été fait état de victimes.

- Dimanche 18 avril 2010 : un séisme de magnitude 6,3 dans la région minière du centre-est sans faire de blessés mais avec quelques dégâts matériels. La secousse s'est produite à 28 km et à une profondeur de 66 km à l'est de Lae, deuxième ville du pays.

- Mercredi 2 juin 2010, Nouvelle Bretagne : un séisme de magnitude 6,2 s'est produit à 15 km à l'ouest de la ville de Kandrian et à une profondeur de 40 kilomètres. Il n'y a eu ni victimes, ni dégâts.

- Dimanche 18 juillet 2010, Nouvelle Bretagne : un double séisme, dont un de magnitude de 6,8 et un autre de 7,2, s'est produit à trente minutes d'intervalle, localisé à 117 km à l'est de Kandrian,

- Jeudi 5 août 2010, Nouvelle Bretagne : un séisme de magnitude 7 s'est produit à 145 km à l'est de la ville de Kandrian et à une profondeur de 54 kilomètres.

- Dimanche 15 août 2010, Nouvelle Bretagne : un séisme de magnitude 6,3 s'est produit à 3 km de la côte occidentale et à 183 km de profondeur.

- Lundi 13 décembre 2010 : un séisme de magnitude 6,1 s'est produit à 40 km au sud-est d'Arawa (région de Bougainville) à 144 km de profondeur.

- 14 décembre : accusé d'avoir rendu des déclarations de revenus incomplètes dans les années 1990, le premier ministre Michael Somare délègue temporairement ses fonctions au vice-premier ministre Sam Abal[1].